# Mars Express (film)
Pour la sonde spatiale, voir Mars Express.
Pour plus de détails, voir Fiche technique et Distribution.
Mars Express est un film d'animation français de science-fiction réalisé par Jérémie Périn, sorti en 2023. Il est écrit par Jérémie Périn et Laurent Sarfati, et produit par les studios Everybody On Deck et Je suis bien content,.
Le film se déroule en l'an 2200 et aborde le sujet de la vie humaine sur Mars alors que celle sur Terre se détériore.
Périn indique avoir été influencé par RoboCop, 2001, l'Odyssée de l'espace, Les Maîtres du temps, Ghost in the Shell ou encore Terminator 2 et le magazine Métal Hurlant.

## Synopsis
Sur Terre, en pleine manifestation contre les robots, Aline Ruby, détective privée et son partenaire Carlos Rivera (un Sauvegardé), arrêtent Roberta Williams, une adepte du déplombage qui avait piraté l'entreprise Royjacker spécialisée dans la robotique. De retour à Noctis, la capitale martienne, Roberta est remise en liberté car son mandat d'arrêt a disparu. Chris Royjacker, le PDG de l'entreprise éponyme et ami d'Aline qui l'avait chargée de l'enquête, ne la tient pas pour responsable et clôt le dossier.
Quelque temps plus tard, Aline et Carlos sont contactés par monsieur Chow dont la fille, Jun et sa colocataire Viger, ont disparu sans laisser de traces. Les enquêteurs se rendent sur le campus où les deux élèves étudiaient la robotique. Jun s'était déjà fait remarquer en déplombant, sans le vouloir, un robot qui s'était alors enfui. La police avait été prévenue mais l'androïde n'avait pas été retrouvé. Dans la chambre des filles où des coups de feu ont été tirés, Aline trouve une drogue de synthèse et Carlos le corps de la colocataire dans les combles.
Aline rencontre les parents Viger et l'inspecteur Simon Gordaux chargé de l'enquête, qui analyse la drogue via un Organique, un organisme vivant chargé d'aider les hommes tout comme les robots, sans résultat. De son côté, Carlos tente de voir sa fille mais son ex-femme refuse. En effet, Carlos était violent avant qu'il ne devienne un Sauvegardé et elle a refait sa vie avec un autre homme, Philippe. La nuit, Gordaux informe Aline que le robot déplombé a été retrouvé mort, tué par des Augmentés dans les premières cités martiennes abandonnées depuis la création de Noctis. Tous sont surpris de découvrir que le robot avait entrepris la construction d'un vaisseau spatial.
Ayant été prévenue que Jun gagnait de l'argent illégalement, les deux détectives se tournent vers les maisons closes robotiques et finissent par la retrouver. Jun avait effectué une copie de son esprit sur un androïde qui se prostituait pour elle afin de payer son école et d'aider ses parents. Jun est cependant tuée sous les yeux d'Aline par les Augmentés qui avaient tué sa colocataire. À son enterrement, Aline comprend que l'homme qui s'était présenté comme M. Chow était un Augmenté qui s'était fait passer pour lui. L'enquête étant au point mort, Aline et Carlos repartent à zéro, persuadés d'avoir loupé un élément essentiel, et finissent par contacter Roberta. La hackeuse leur apprend que Jun n'a pas fait un déplombage (qui nécessite une intervention physique), mais un takeover (ou "piratage direct"). Cette manipulation est bien trop complexe, même pour des professionnels, et Roberta Williams travaillait sur un programme de ce type avant de se le faire voler par Royjacker. Invitée à une fête donnée par Chris Royjacker pour la création de nouveaux Organiques par son entreprise, Aline le confronte. Chris ne réfute pas ses accusations et demande à Aline de patienter trois jours, tout en lui intimant de ne pas chercher plus loin.
Aline et Carlos comprennent que Chris a terminé le programme de Roberta, mais son but reste inconnu. Ils décident de s'infiltrer chez les Brain Farmers chez qui Jun travaillait auparavant : ces derniers louent les cerveaux de volontaires illégalement pour travailler sur divers projets de manière accélérée. Pour rester discrets, les Brain Farmers effacent la mémoire immédiate des "employés" mais la drogue trouvée par Aline (que Jun utilisait pour réviser) a réactivé inconsciemment ce sur quoi elle travaillait, et a permis à Jun de pirater le robot par takeover. Chris avait donc envoyé les Augmentés pour éviter que la police ne remonte jusqu'à son entreprise. Sur le chemin du retour, Aline et Carlos sont attaqués par des hommes de Royjacker que le Sauvegardé tue, car il a demandé à Roberta de le déplomber sans le dire à sa coéquipière. Royjacker ayant détruit la "ferme" des Brain Farmers pour effacer ses traces, Aline, Carlos et Roberta sont arrêtés alors qu'ils s'infiltrent dans le commissariat pour récupérer la mémoire de l'androïde de Jun.
Aline tente de prévenir les policiers sans succès et le programme, téléchargé par tous les robots via une mise à jour, les pirate. Réussissant à se libérer et rejointe par Carlos (dont le modèle, trop ancien, n'a pas permis la mise à jour), Aline fonce chez Chris Royjacker. Pendant que Carlos se bat avec un Organique de combat, Aline prend Chris en otage : ce dernier lui explique que les Organiques ne se vendent pas et que la solution la plus simple était de se débarrasser des robots classiques afin que les consommateurs n'aient plus d'alternative, mais qu'il n'a plus le contrôle sur la stratégie de son entreprise et le comportement des robots. Dans un dernier espoir, Chris contacte ses actionnaires qui décident de se débarrasser de lui. Carlos arrive trop tard et voit son amie mourir dans la fusillade qui s'ensuit, avant de tuer Chris.
Sans repère, Carlos se rend chez son ex-femme mais se fait tirer dessus par Philippe. Comprenant que tous le voient comme un androïde violent, il décide de suivre volontairement ses semblables. Le takeover leur ayant donné l'ordre de se rendre vers une planète inconnue, les robots téléchargent leur programme dans des vaisseaux de transport et partent dans l'espace, sans savoir si cela les conduira à leur mort ou à la naissance d'une nouvelle civilisation.

## Fiche technique
Sauf indication contraire, les informations mentionnées dans cette section peuvent être confirmées par la base de données cinématographiques Allociné,  présente dans la section « Liens externes ».
- Titre original : Mars Express
- Réalisation : Jérémie Périn
- Scénario : Jérémie Périn et Laurent Sarfati
- Musique : Fred Avril et Philippe Monthaye
- Direction artistique : Mikael Robert
- Cheffe animatrice : Hanne Galvez et Nils Robin[2],[3]
- Cheffe décoratrice : Anne Raffin
- Direction artistique des voix : Martial Le Minoux
- Production : Didier Creste et Gaëlle Bayssière
- Sociétés de production : Everybody On Deck et Je suis bien content
  - Coproductions : France 3 Cinéma
  - Participation : Canal+
- Société de distribution : Gebeka Films
- Budget : 8,5 millions d'euros[6]
- Pays de production :  France
- Langue originale : français
- Durée : 85 minutes
- Dates de sortie:
  - France : 21 mai 2023 (Festival de Cannes), 22 novembre 2023[7],[8] (sortie nationale)
  - Suisse romande : 22 novembre 2023[9]
  - Belgique : 20 mars 2024[10]
  - Canada : 5 mai 2024[11]
- Enregistrement des voix : Titrafilm

## Distribution des voix
Sauf indication contraire, les informations mentionnées dans cette section peuvent être confirmées par la base de données cinématographiques Allociné,  présente dans la section « Liens externes ».
- Léa Drucker : Aline Ruby
- Daniel Njo Lobé : Carlos Rivera
- Marie Bouvet : Roberta Williams
- Sébastien Chassagne : l'inspecteur Simon Gordaux
- Mathieu Amalric : Chris Royjacker
- Marthe Keller : Beryl
- Usul : le professeur
- Geneviève Doang : Jun Chow
- Thomas Roditi : LEM
- Jérémie Bédrune : Philippe / William / flic augmenté
- Nicolas Justamon : Brian Jobi / gigolo / flic 2
- Thierry Jahn : Vlasek / le vendeur / l'homme du bar
- Delphine Braillon : madame Chow, la mère de Jun
- Serge Faliu : le faux monsieur Chow / un reporter / un technicien
- Maxime Pacaud : le vrai monsieur Chow / le proviseur / un médecin
- Eilias Changuel : Gilbert / un brigadier / un droïde
- Barbara Delsol : madame Viger / expert 3 / présentateur 4
- Nathalie Karsenti : Jeanine / voix pub
- Angéline Henneguelle : Dominique / des manifestants
- Charlotte Junière : Carole Rivera / Carlos / réceptionniste
- Fanny Vambacas : la standardiste / la bouteille de whisky / annonce aéroport
- Emmanuel Bonami : barman / brigadier 3 / voix télé
- Martial Le Minoux : robot 4
- Laurent Sarfati : robot 6
- Renaud Jesionek : un "brain farmer"
- Marie Chevalot : réactions / rôles divers

## Production

### Genèse et développement
Jérémie Périn et Laurent Sarfati avaient déjà travaillé ensemble sur Lastman, adaptation en série d'animation de la bande dessinée du même nom de Bastien Vivès et Balak.
Périn est également réalisateur du clip du morceau Fantasy de DyE (en) et co-créateur de la mini-série Crisis Jung tandis que Sarfati est auteur dans l'agence Quelle belle histoire, notamment pour La Minute blonde, et écrit pour les séries télévisées Scènes de ménages et RIS police scientifique.
Périn et Sarfati sont contactés en 2018 par le producteur Didier Creste, qui aimerait les voir réaliser et scénariser un film d'animation Lastman. Ils proposent de travailler à la place sur un film de détective, portés par une ambition commune de réaliser un film de science-fiction inspiré du film noir. La proposition est acceptée par Creste qui réunit 6,7 millions d'euros sur un financement espéré de 7 millions d'euros, et est porté principalement par EV.L Prod, Plume Finance, France 3 Cinéma et le Centre national du cinéma et de l'image animée.
Cinq studios participent à la production pour répartir la charge de travail sur les décors, les éléments animés ou encore le compositing. La direction artistique est assurée par Mikael Robert, qui a déjà travaillé sur Lastman avec Périn et Sarfati, et le film Le Sommet des dieux de Patrick Imbert.

### Musique
Fred Avril et Philippe Monthaye, qui ont travaillé sur la série d'animation Lastman, se retrouvent pour la musique du film.

### Making-of
Un making-of du film est financé à 134 % via la plateforme de financement participatif KissKissBankBank et réalisé par Alex Pilot, permettant aux contributeurs de suivre l'avancée du projet.

### Diégèse
Un roman préquelle, Mars Express Tem, écrit par Cédric Degottex, est également sorti le 8 novembre 2023. L'histoire se déroule quelques années avant l'intrigue du film, au moment où Aline et Carlos sont à l'armée.

## Accueil
Le 17 mars 2019, un extrait de 43 secondes est mis en ligne sur YouTube et une version de travail du film est présenté au festival d'Annecy 2021. Il est désigné par BFM TV comme l'un des films d'animation les plus attendus de 2022. Le magazine Le Film français le décrit comme un projet complexe et ambitieux, également du point de vue technologique.
D'abord annoncée pour la fin de l'année 2022, la sortie du film est repoussée au 22 novembre 2023,. Il est entre temps présenté au festival de Cannes 2023 dans la section Cinéma de la Plage.
Il est accueilli très favorablement par la critique qui note l'intérêt de l'intrigue de film noir et la qualité de l'animation. Adrien Gombeaud des Échos souligne l'originalité du polar. Alex Billington de First Showing lui accorde la note de 9/10 et souligne l'ambition du film (« un bon film de type « qu'est-ce qui se cache dans le code », aussi proche de Ghost in the Shell que personne n'avait fait depuis des années »), sa bande son et sa réalisation.
En France, le site Allociné propose une moyenne de 4,0⁄5, d'après l'interprétation de 21 critiques de presse.
Il cumule à 1 177 485 dollars de recette.

## Distinctions
| Année | Festival                                           | Récompense                  | Résultat         |
| ----- | -------------------------------------------------- | --------------------------- | ---------------- |
| 2023  | Festival de Cannes                                 | Cinéma de la Plage          | Hors compétition |
| 2023  | Festival d'animation d'Annecy                      | Cristal du long métrage     | Nommé            |
| 2023  | Festival d'animation d'Annecy                      | Prix Paul Grimault          | Nommé            |
| 2023  | Festival d'animation d'Annecy                      | Prix du jury                | Nommé            |
| 2023  | Festival d'animation d'Annecy                      | Prix du public              | Nommé            |
| 2023  | Festival du nouveau cinéma                         | Prix du public Temps 0      | Lauréat          |
| 2024  | Cérémonie des Lumières                             | Meilleur film d'animation   | Nommé            |
| 2024  | Cérémonie des César                                | Meilleur film d'animation   | Nommé            |
| 2025  | Prix du Syndicat Français de la Critique de Cinéma | Meilleur DVD/Blu-ray Récent | Lauréat          |

### Radio
- « Mars Express : un film robot comme tout », La Science, CQFD, France Culture, 30 novembre 2023.